# Mute Records
Mute Records és un segell discogràfic format el 1978 per Daniel Miller. La seva intenció era allotjar artistes de música electrònica, de la qual Miller n'és un gran aficionat.
El primer llançament de Mute Records fou el senzill "T.V.O.D."/"Warm Leatherette", dos temes del mateix Miller, publicat sota el pseudònim de The Normal. Totes dues cançons són mostres de synthpop auster i minimalista; uns anys després Grace Jones va versionar "Warm Leaherette".
Després de l'edició del senzill de The Normal, Mute Records edità "Music for Parties", un disc del grup imaginari de joves Sillicon Teens, que es dedicava a fer versions en clau electrònica (i sota el control creatiu de Daniel Miller) d'èxits clàssics de la música pop. Posteriorment edità el segon treball del grup Deutsch-Amerikanische Freundschaft i el primer LP de Fad Gadget (sobrenom de Frank Tovey), en ambdós casos l'any 1980. Miller també arribà a col·laborar amb Soft Cell en la producció del senzill "Memorabilia".
Des de bon principi, Miller insistí que els grups de la seva companyia havien de tenir un so propi i original, que els distingís de la resta; amb aquesta finalitat, Miller intervingué (especialment durant els primers anys de la discogràfica) de manera bastant directa en la producció dels discos d'aquestes bandes (especialment en els casos de Depeche Mode i Yazoo). Una altra peculiaritat de Mute Records és que, sovint, no redactava contractes formals amb els seus grups, sinó que es limitava a acords verbals segellats simbòlicament amb una encaixada.
Mute publicà al llarg dels anys discos influents d'artistes essencials en el cap de la música electrònica, com Depeche Mode, Nitzer Ebb, Yazoo i Erasure. Més endavant, Mute es va redefinir un altre cop i donà espai al rock alternatiu amb bandes com Nick Cave and the Bad Seeds i Sonic Youth, allotjats a la seva subsidiària Blast First. A més, el segell va llançar el 1992 una nova subsidiària, Novamute Records, principalment dedicada a la distribució de música electrònica experimental.
El 1997, Mute Records va obrir la seva pàgina d'Internet, anomenada Mute Liberation Technologies amb l'adreça http://www.mutelibtech.com Arxivat 2016-03-15 a Wayback Machine..
Mute Records és conegut per ser la llar de Depeche Mode, Erasure, Moby, Nick Cave i de representants de la música industrial com Einstürzende Neubauten, Throbbing Gristle, Cabaret Voltaire, SPK o Laibach; els treballs d'aquests grups es publiquen a la branca anomenada The Grey Area.
El 10 de maig de 2002, EMI adquireix la companyia, estenent la llicència de distribució que Mute tenia amb Virgin Records (també part d'EMI) durant més de 15 anys.